# Xylocopa splendidula
Xylocopa splendidula är en biart som beskrevs av Amédée Louis Michel Lepeletier 1841. Xylocopa splendidula ingår i släktet snickarbin, och familjen långtungebin. Inga underarter finns listade i Catalogue of Life.